# Vice primer ministro de Israel
Vice primer ministro de Israel (en hebreo: סגן ראש הממשלה‎ Segán Rosh Hamemshelá) es un título honorífico que se asigna a un ministro titular del Gobierno de Israel bajo la Ley Básica del Gobierno. Por lo tanto, no hay límite para el número de diputados que un primer ministro puede nombrar, a excepción de un primer ministro interino, que únicamente puede tener uno.

## Descripción
Este puesto gubernamental fue creado en 1952 y el primero en ocuparlo fue Eliezer Kaplan por solo 20 días. El cargo volvió a crearse en 1963, cuando Abba Eban fue nombrado para el cargo en el primer gobierno de Levi Eshkol. En 1977, el Primer Ministro Menajem Beguin se convirtió en el primero en tener dos vice primeros ministros.
De 1992 a 1996, durante el período de la 13.ª Knéset, el título quedó en desuso, pero fue rescatado por Benjamín Netanyahu en 1996, cuando nombró a cuatro diputados. En el gabinete de Ehud Ólmert tuvo tres: uno de su propio partido y los líderes de los dos siguientes partidos más grandes en su coalición (Laboristas y Shas). Durante su segundo mandato como Primer ministro entre el 2009 y el 2013, Benjamín Netanyahu nuevamente tuvo cuatro diputados adjuntos: uno del propio partido Likud de Netanyahu (Dan Meridor), uno de los socios de la coalición Shas (Eli Ishai), uno de Independencia y otro Yisrael Beiteinu (Avigdor Lieberman). Sin embargo durante los siguientes dos gobiernos de Netanyahu (2013 al 2021), el título se dejó de usar otra vez. 
En el actual gobierno de Naftali Bennett, a partir de junio de 2021, ocupan el cargo Gideon Sa'ar y Benny Gantz, mientras que el puesto de Primer ministro alterno lo ocupa Yair Lapid.